# Acordo de Cotonu

Países ACP (África-Caraíbas-Pacífico)

O Acordo de Cotonu é um acordo comercial entre a União Europeia (UE) e os países ACP (África-Caribe-Pacífico). Assinado em 23 de junho de 2000 em Cotonu, Benim, o acordo irá regulamentar a relação ACP-UE pelo menos até 2020. Afeta mais de 100 estados: os 28 Estados-membros da UE e os 79 países ACP e sucede à Convenção de Lomé.[carece de fontes?]